# فیلتر صوتی

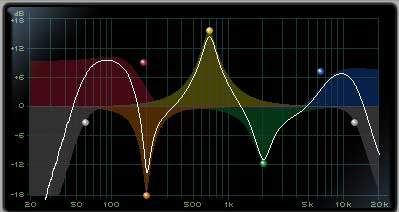
یکسان‌سازی پارامتریک دامنهٔ دیجیتال

فیلتر صوتی یک مدار وابسته به بسامد است که در محدودهٔ فرکانس صوتی صفر هرتز تا ۲۰ کیلوهرتز کار می‌کند. فیلترهای صوتی می‌توانند برخی از محدوده‌های بسامد را تقویت کنند، عبور دهند، یا ضعیف کنند (برش دهند). انواع بسیاری از فیلترها برای کاربردهای صوتی مختلف از جمله سیستم‌های استریو های-فای، سینث‌سایزرهای موسیقی، یونیت‌ها افکت، سیستم‌های تقویت صدا، آمپلیفایرهای ساز و سیستم‌های واقعیت مجازی به‌کار رفته‌است.

## انواع
پایین‌گذر
فیلترهای پایین‌گذر بسامدهای زیر بسامد قطع خود را عبور می‌دهند و به تدریج بسامدهای بالاتر از فرکانس قطع را کاهش می‌دهند. فیلترهای پایین‌گذر در کراس‌اوورهای صوتی برای حذف محتوای دارای بسامد بالا از سیگنال‌هایی که به یک سیستم ساب ووفر بسامد پایین ارسال می‌شوند، کاربرد دارند.
بالاگذر
فیلترهای بالاگذر برعکس فیلترهای پایین‌گذر عمل می‌کنند. به این صورت که بسامدهای بالاتر از بسامد قطع را عبور می‌دهند و بسامدهای پایین‌تر از بسامد قطع را به تدریج کاهش می‌دهند. یک فیلتر بالاگذر می‌تواند در یک متقاطع صوتی برای حذف محتوای دارای بسامد پایین از سیگنال ارسال شده به تیوتر استفاده شود.
میان‌گذر
فیلترهای میان‌گذر بسامدهای میان دو بسامد قطع خود را عبور می‌دهند، و همزمان بسامدهای خارج از این محدوده را کاهش می‌دهند. در مقابل، فیلتر میان‌نگذر نوعی دیگر از این فیلتر است که بسامدهای میان دو بسامد قطع خود را کاهش می‌دهد، و همزمان بسامدهای خارج از محدودهٔ «رد» خود را عبور می‌دهد.
تمام‌گذر
فیلترهای تمام‌گذر تمامی بسامدها را عبور می‌دهد، اما بر روی فاز هر جزء سینوسی با توجه به بسامد آن اثر می‌گذارد.